# زينب المحمد العجمي
زینب المحمد العجمي، شاعره تنتمي إلى أسرة متحضرة، موطنها الرس يعود نسبها إلى قبيلة العجمان، ويؤكد الرواة على غزارة إنتاجها، غير أن شعرها لم يدوّن وضاع معظمه مع من عاصروها. 

## نبذة عنها
ولدت في النصف الأخير من القرن الثالث عشر الهجري، واشتهرت بكنية والدها «مخراق» أي شديد الكرم، حيث كان يطلق عليها (مخراقة). وعُرف عنها براعتها في الشعر، ويؤكد الرواة على غزارة إنتاجها، غير أن شعرها لم يدوّن وضاع معظمه مع من عاصروها، ويدل ما تبقى من شعر ينسب إليها؛ على قدرتها في تصوير أحاسيس المرأة في مواقف مختلفة.

## قصائدها
من أبياتها قصيدة نظمتها عندما علمت بزواج زوجها عليها؛ فقالت:
ولها بعض القصائد فخر بذاتها وبأسرتها، ومما قالته الأبيات التالية:

## وفاتها
توفيت في عام 1337هـ / 1919م، وهي السنة التي عُرفت بسنة الرحمة نتيجة انتشار وباء الحمى الإسبانية.